# Chiasmodon niger
 Chiasmodon niger  ist ein räuberisch lebender Tiefseefisch aus der Familie der Schwarzen Schlinger (Chiasmodontidae).

## Merkmale
Chiasmodon niger erreicht eine Körperlänge von 25 Zentimetern. Das mit langen Zähnen besetzte Maul und der Magen sind extrem dehnbar, so dass Beutetiere verschluckt werden können, die größer als der Fisch sind. Wie alle Arten der Familie hat er zwei getrennte Rückenflossen mit insgesamt ca. 34 bis 40 Flossenstrahlen, von denen 26 bis 29 Weichstrahlen sind. Vor der Analflosse besitzt er einen harten Flossendorn, die Flosse besteht aus 26 bis 29 Weichstrahlen. Die Schwanzflosse stützen neun Strahlen. Schuppen und Leuchtorgane fehlen.

## Verbreitung und Lebensraum
Chiasmodon niger ist weltweit in Tiefseezonen zwischen 700 und über 2450 Metern Tiefe (bathypelagial) aller Ozeane verbreitet. Der Verbreitungsschwerpunkt liegt dabei im Bereich tropischer und subtropischer Meeresgebiete.

## Systematik
Chiasmodon niger bildet, als Typusart, gemeinsam mit sechs weiteren Arten die Gattung Chiasmodon innerhalb der Schwarzen Schlinger. Ein jüngeres Synonym ist Ponerodon vastator Alcock, 1890.

## Beziehung zum Menschen
Der Fisch hat keine kommerzielle Bedeutung für den Menschen und wird aufgrund seines Lebensraums in mehr als 700 Metern Tiefe nicht befischt. Er ist in der Roten Liste der gefährdeten Arten der IUCN nicht aufgeführt.